# Naturfotografi

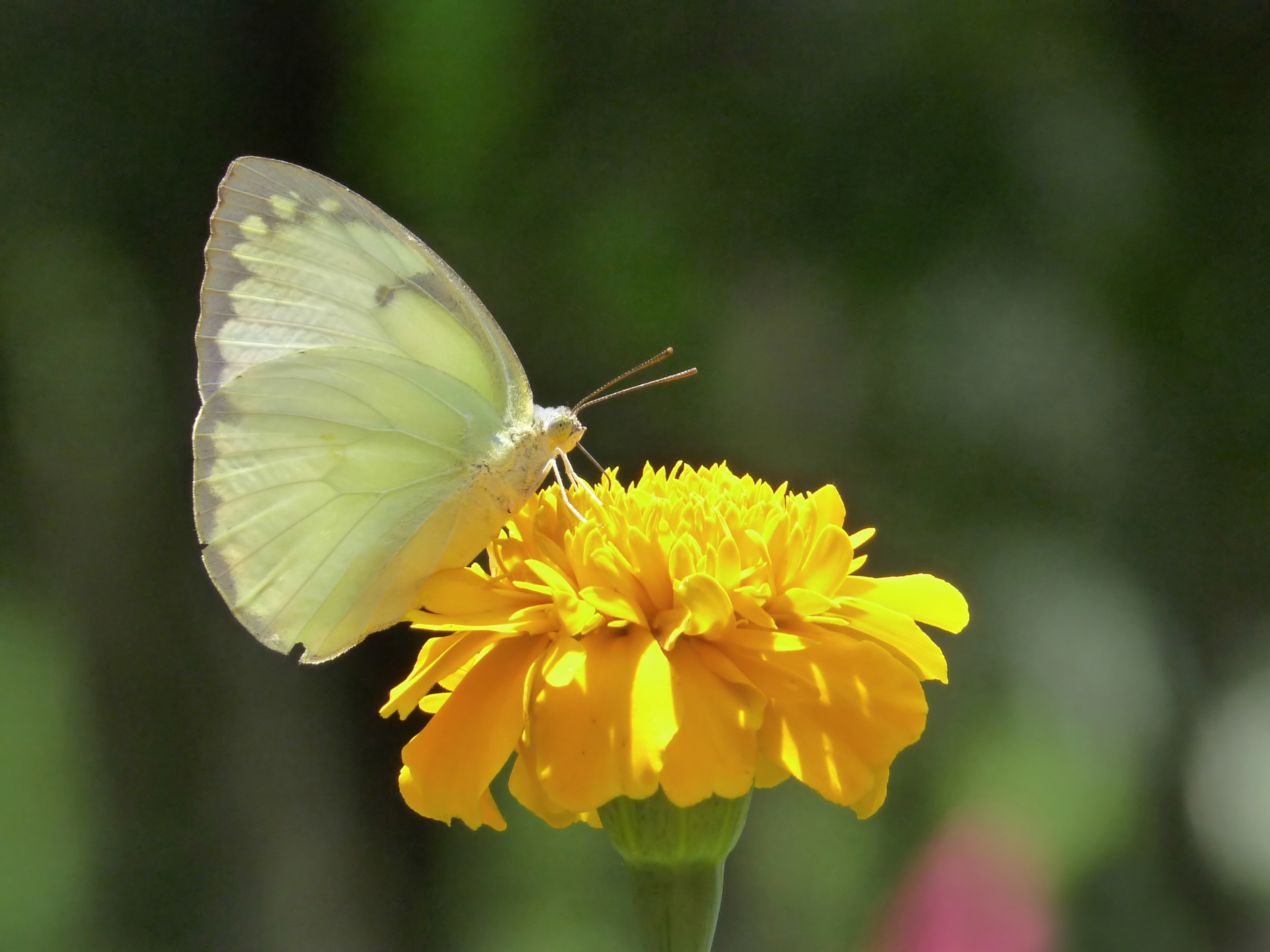
Ett exempel på naturfotografi. Fjärilsarten Catopsilia pomona sittandes på en blomma

Naturfotografi är ett brett spektrum av fotografier som tagits utomhus med naturliga motiv som landskap, djurliv, växter eller närbilder av naturscener  och texturer. Naturfotografering tenderar att lägga större tonvikt på bildens estetiska värde än andra fotografiska genrer, till exempel fotojournalistik och dokumentärfotografi. Naturfotografering är uppdelad i fler typer som ibland överlappar som bland annat djurfotografi, fågelfotografi, landskapsfotografi,    panoramafotografi och botanikfotografi.